# Gymnoscelis opta
Gymnoscelis opta là một loài bướm đêm trong họ Geometridae.